# دیدم بالچین
دیدم بالچین (انگلیسی: Didem Balçın؛ زادهٔ ۱۸ مهٔ ۱۹۸۲) بازیگر اهل ترکیه است. وی از سال ۲۰۰۲ میلادی تاکنون مشغول فعالیت بوده‌است.
از فیلم‌ها یا برنامه‌های تلویزیونی که وی در آن نقش داشته‌است می‌توان به قیام ارطغرل اشاره کرد.